# Grzegorz Stępień
Grzegorz „Ornette” Stępień (ur. 7 sierpnia 1977 w Brzesku) – polski muzyk, basista zespołów Oddział Zamknięty, Bimber Poland i innych.
W grudniu 2023 roku ogłoszono, że wejdzie w skład supergrupy Dorosłe Dzieci. Wraz z nim w skład grupy weszli: Grzegorz Kupczyk, Adam Wolski, Kuba Płucisz, Piotr Łukaszewski, Paweł Oziabło i Maciej Starosta.

## Dyskografia
| # | Tytuł                                              | Rok wydania         |
| - | -------------------------------------------------- | ------------------- |
| 1 | „Twarzą w Twarz”                                   | 10 listopada 2015   |
| 2 | DVD Koncertowe „Ornette & Przyjaciele – Unplagged” | 25 grudnia 2017     |
| 3 | Bimber Poland                                      | 2006                |
| 4 | Bratek „...From the Book of Shadows”               | 2016 HRPP recocords |
| 5 | Medusa                                             | 2017 HRPP records   |
| 6 | Możesz wszystko                                    | 13 sierpnia 2021    |

## Teledyski
| # | Tytuł         | Rok               | Album            |
| - | ------------- | ----------------- | ---------------- |
| 1 | „Nie Zapomnę” | 10 września 2016  | „Twarzą w Twarz” |
| 2 | „Paranoja”    | 11 listopada 2016 | „Twarzą w Twarz” |
| 3 | „Tajemnica”   | 26 lipca 2018     | singiel          |

## Single
| # | Tytuł            | Album            | Rok              |
| - | ---------------- | ---------------- | ---------------- |
| 1 | „Twarzą w Twarz” | „Twarzą w Twarz” | 2 stycznia 2015  |
| 2 | „Zostań na noc”  | „Twarzą w Twarz” | 8 sierpnia 2015  |
| 3 | „Spowiedź”       | „Twarzą w Twarz” | 6 listopada 2015 |
| 4 | „Tajemnica”      |                  | 16 lutego 2018   |